# كانديس بيلي
كانديس كاي بيلي (بالإنجليزية: Candace Bailey)‏ (مواليد 20 مايو 1982) ممثلة أمريكية وشخصية تلفزيونية عرفت بمشاركتها في استضافة البرنامج التلفزيوني
آتاك اوف ذا شو! على قناة جي 4 , عرفت بمشاركتها في روبوت تشيكن: حرب النجوم (2007).

## روابط خارجية
- الموقع الرسمي
- كانديس بيلي على موقع IMDb (الإنجليزية)
- كانديس بيلي على موقع قاعدة بيانات الفيلم (الإنجليزية)
- Candace Bailey profile at G4TV.com